# Festool
Festool es un fabricante de herramientas eléctricas y neumáticas con sede en Wendlingen, Alemania. La compañía, fundada en 1925 por Albert Fezer y Gottlieb Stoll, es una subsidiaria de TTS Tooltechnic Systems.
Tiene una cuota de exportación del 76% y cuenta con presencia en 68 países y filiales en 25 países.
Festool son los inventores de la primera sierra portátil, de la lijadora orbital, de la sierra circular portátil con guía, de la fresadora de espigas Domino, del sistema de almacenamiento Systainer, y otras innovaciones que han facilitado el trabajo con madera y pintura automotriz.
La principal planta de producción de sus productos, que ha sido tres veces ganadora del concurso "Factory of the Year" (2002, 2005 y 2008) y "Best Factory" (2011), se encuentra desde 1952 en Neidlingen, Alemania.

## Productos
Festool produce una línea completa de herramientas eléctricas y neumáticas para carpinteros, pintores y pintores automotrices.
Fabrica, entre otros productos, taladros atornilladores, sierras de incisión, caladoras de péndulo, fresadoras, cepillos, lijadoras excéntricas, lijadoras orbitales, lijadoras de banda eléctrica, amoladoras, pulidoras, sistemas de aspiración, sierras de tracción de mesa, sierras de listones, sierras tronzadoras y atornilladores de impacto.

## Historia
La compañía tiene sus orígenes en 1925, cuando Albert Fezer y Gottlieb Stoll fundan la empresa Fezer & Stoll en Esslingen. Especializada en la producción de maquinaria para trabajar la madera, revolucionó el mercado creando la primera sierra circular portátil en 1929. Estas máquinas permitían trabajar fuera del taller, lo que no era posible anteriormente.
En 1951, ya con el nombre de Festo, crean la primera lijadora orbital Rutscher del mundo haciendo más fácil y preciso el trabajo sobre superficies.
En los años 60 se inicia producción de la primera lijadora orbital con extracción de polvo, en respuesta a los riesgos de salud asociados al trabajo con componentes a base de resina.
En los años 70, la compañía se expandió internacionalmente. 10 años después, en los años 80, la empresa decidió abandonar las máquinas estacionarias para centrarse en las herramientas eléctricas portátiles y en sistemas.
En 1992, la división de herramientas de Festo se separó pasando a llamarse Festo Tooltechnic GmbH & Co., y en el 2000 se consolidó como Festool GmbH. Por otro lado, la marca Festo se ha especializado, dirigiendo su oferta de productos hacia el sector industrial de la neumática, robótica y cibernética.